# Premiul Crafoord
Premiul Crafoord (în engleză Crafoord Prize) este un premiu internațional înființat în 1980 de suedezul Holger Crafoord și soția sa Anna-Greta Crafoord pentru a promova cercetarea în patru domenii, pentru care nu se acordă Premiul Nobel: astronomie și matematică, științe pământului, științe vieții, în special cu privire ecologie, și poliartrită, boală pe care Holger Crafoord a suferit-o la sfârșitul vieții sale. Premiul este atribuit anual de Academia Regală de Științe din Suedia.

## Laureați
| An   | Clasa       | Laureat                          | Țară                      |
| ---- | ----------- | -------------------------------- | ------------------------- |
| 1982 | Matematică  | Vladimir Arnold                  | Rusia                     |
| 1982 | Matematică  | Louis Nirenberg                  | Canada / Statele Unite    |
| 1983 | Geosțiinte  | Edward Lorenz                    | Statele Unite             |
| 1983 | Geosțiinte  | Henry Stommel                    | Statele Unite             |
| 1984 | Bioștiinte  | Daniel Janzen                    | Statele Unite             |
| 1985 | Astronomie  | Lyman Spitzer                    | Statele Unite             |
| 1986 | Geosțiinte  | Claude Allègre                   | Franța                    |
| 1986 | Geosțiinte  | Gerald Wasserburg                | Statele Unite             |
| 1987 | Bioștiinte  | Howard Odum                      | Statele Unite             |
| 1988 | Matematică  | Pierre Deligne                   | Belgia                    |
| 1988 | Matematică  | Alexandre Grothendieck (refuzat) | _                         |
| 1989 | Geoștiinte  | James Van Allen                  | Statele Unite             |
| 1990 | Bioștiinte  | Paul Ehrlich                     | Statele Unite             |
| 1990 | Bioștiinte  | Edward Osborne Wilson            | Statele Unite             |
| 1991 | Astronomie  | Allan Sandage                    | Statele Unite             |
| 1992 | Geoștiinte  | Adolf Seilacher                  | Germania                  |
| 1993 | Biosțiinte  | William Donald Hamilton          | Regatul Unit              |
| 1993 | Biosțiinte  | Seymour Benzer                   | Statele Unite             |
| 1994 | Matematică  | Simon Donaldson                  | Regatul Unit              |
| 1994 | Matematică  | Shing-Tung Yau                   | Statele Unite             |
| 1995 | Geoștiinte  | Willi Dansgaard                  | Danemarca                 |
| 1995 | Geoștiinte  | Nicholas Shackleton              | Regatul Unit              |
| 1996 | Biosțiinte  | Robert May                       | Australia                 |
| 1997 | Astronomie  | Fred Hoyle                       | Regatul Unit              |
| 1997 | Astronomie  | Edwin Ernest Salpeter            | Statele Unite             |
| 1998 | Geoștiinte  | Don Anderson                     | Statele Unite             |
| 1998 | Geoștiinte  | Adam Dziewonski                  | Statele Unite             |
| 1999 | Bioștiinte  | Ernst Mayr                       | Statele Unite             |
| 1999 | Bioștiinte  | John Maynard Smith               | Regatul Unit              |
| 1999 | Bioștiinte  | George Christopher Williams      | Statele Unite             |
| 2000 | Poliartrită | Marc Feldmann                    | Regatul Unit              |
| 2000 | Poliartrită | Ravinder Nath Maini              | Regatul Unit              |
| 2001 | Matematică  | Alain Connes                     | Franța                    |
| 2002 | Geoștiinte  | Dan McKenzie                     | Regatul Unit              |
| 2003 | Bioștiinte  | Carl Woese                       | Statele Unite             |
| 2004 | Poliartrită | Eugene Butcher                   | Statele Unite             |
| 2004 | Poliartrită | Timothy A. Springer              | Statele Unite             |
| 2005 | Astronomie  | James E. Gunn                    | Statele Unite             |
| 2005 | Astronomie  | James Peebles                    | Statele Unite             |
| 2005 | Astronomie  | Martin Rees                      | Regatul Unit              |
| 2006 | Geoștiinte  | Wallace Smith Broecker           | Statele Unite             |
| 2007 | Bioștiinte  | Robert Trivers                   | Statele Unite             |
| 2008 | Astronomie  | Rașid Siuneaev                   | Rusia                     |
| 2008 | Matematică  | Maksim Konțevici                 | Rusia                     |
| 2008 | Matematică  | Edward Witten                    | Statele Unite             |
| 2009 | Poliartrită | Charles Dinarello                | Statele Unite             |
| 2009 | Poliartrită | Tadamitsu Kishimoto              | Japonia                   |
| 2009 | Poliartrită | Toshio Hirano                    | Japonia                   |
| 2010 | Geoștiinte  | Walter Munk                      | Statele Unite             |
| 2011 | Bioștiinte  | Ilkka Hanski                     | Finlanda                  |
| 2012 | Astronomie  | Reinhard Genzel                  | Germania                  |
| 2012 | Astronomie  | Andrea Ghez                      | Statele Unite             |
| 2012 | Matematică  | Jean Bourgain                    | Belgia                    |
| 2012 | Matematică  | Terence Tao                      | Australia / Statele Unite |
| 2013 | Poliartrită | Peter K. Gregersen               | Statele Unite             |
| 2013 | Poliartrită | Lars Klareskog                   | Suedia                    |
| 2013 | Poliartrită | Robert J. Winchester             | Statele Unite             |
| 2014 | Geoștiinte  | Peter Molnar                     | Statele Unite             |
| 2015 | Bioștiinte  | Richard Lewontin                 | Statele Unite             |
| 2015 | Bioștiinte  | Tomoko Ohta                      | Japonia                   |

## Legături externe
- en  Site-ul oficial